# Europejskie Igrzyska Halowe w Lekkoatletyce 1968 – skok wzwyż mężczyzn
Skok wzwyż mężczyzn – jedna z konkurencji technicznych rozgrywanych podczas lekkoatletycznych europejskich igrzysk halowych w hali Palacio de Deportes w Madrycie. Rozegrano od razu finał 10 marca 1968. Zwyciężył reprezentant Związku Radzieckiego Wałerij Skworcow, który był już mistrzem w tej konkurencji w 1966. Tytułu z poprzednich igrzysk nie bronił Anatolij Moroz ze Związku Radzieckiego.

## Rezultaty
Rozegrano od razu finał, w którym wzięło udział 19 skoczków.
Opracowano na podstawie materiału źródłowego.
| Miejsce | Zawodnik            | Wynik |
| ------- | ------------------- | ----- |
| 1       | Wałerij Skworcow    | 2,17  |
| 2       | Walentin Gawriłow   | 2,17  |
| 3       | Kenneth Lundmark    | 2,14  |
| 4       | Rudolf Hübner       | 2,14  |
| 5       | Ingomar Sieghart    | 2,11  |
| 6       | Bo Jonsson          | 2,11  |
| 7       | Rudolf Baudis       | 2,11  |
| 8       | Robert Sainte-Rose  | 2,08  |
| 9       | Luis María Garriga  | 2,08  |
| 10      | Edward Czernik      | 2,08  |
| 11      | Polde Milek         | 2,08  |
| 12      | Sven Breum          | 2,08  |
| 13      | Miodrag Todosijević | 2,08  |
| 14      | Gunther Spielvogel  | 2,05  |
| 15      | Erminio Azzaro      | 2,05  |
| 16      | Șerban Ioan         | 2,05  |
| 17      | Michel Portmann     | 2,05  |
| 18      | Jacques Madubost    | 2,00  |
| 19      | Nurullah Candan     | 1,85  |